# Schwanzstrichsalmler
Der Schwanzstrichsalmler (Hemigrammus unilineatus (mit einem Strich)) ist ein im nördlichen Südamerika weit verbreiteter Süßwasserfisch. Das Verbreitungsgebiet umfasst das Amazonasbecken, südlich bis zum Rio Guaporé (Bolivien), die Küstenflüsse von Venezuela, den drei Guayanas und Trinidad. Hemigrammus unilineatus ist die Typusart der Gattung Hemigrammus.

## Merkmale
Er wird 5 bis 5,3 cm groß. Sein Körper ist gattungstypisch gestaltet, langgestreckt, etwas höher als bei anderen Arten der Gattung und seitlich abgeflacht. Seine Farbe ist durchscheinend grünlichgrau. Ein goldglänzendes Längsband zieht sich entlang der Flanken über der durchscheinenden Wirbelsäule. Gelegentlich sieht man auch einen dunklen Schulterfleck. Die Flossen sind farblos, die Schwanzflosse gelegentlich rötlich. Der vordere Rand von Rücken- und Afterflosse sind zuerst weiß, dann schwarz.
- Flossenformel: Dorsale 11, Anale 23–27.
- Schuppenformel: mLR 30–31+2–3, QR 5/3–4½, SL 5–8.

## Lebensweise
Die Fische leben in Teichen, Gräben, langsam fließenden Bächen, sowohl in klarem als auch in trübem Wasser, in offenen und schattigen Bereichen. Sie ernähren sich von kleinen Krebstieren, Insekten und Weichtieren.